# Onze-Lieve-Vrouw-van-Goede-Raadkapel (Guttecoven)
De Onze-Lieve-Vrouw-van-Goede-Raadkapel is een kapel in Guttecoven in de Nederlands Zuid-Limburgse gemeente Sittard-Geleen. De kapel staat in het noordwesten van het dorp op de hoek van de Veersestraat met de Rijstraat. Op ongeveer 300 meter naar het zuiden staat de Sint-Nicolaaskerk. Buiten het dorp ligt aan de zuidwestzijde de Mariakapel.
De kapel is gewijd aan Maria, specifiek aan Onze-Lieve-Vrouw van Goede Raad.

## Geschiedenis
In 1955 werd de kapel gebouwd.

## Bouwwerk
Rond de kapel is een lage bakstene  omheining aangebracht waarbij op de hoeken zuiltjes zijn geplaatst die bekroond worden door betonnen bollen. De bakstenen kapel is opgetrokken op een rechthoekig plattegrond en wordt gedekt door een verzonken zadeldak met leien. In de linker zijgevel zijn er twee segmentboogvensters aangebracht en in de rechter zijgevel slechts één. In beide zijgevels is onder het dak een dubbele muizentand aangebracht. De achtergevel en de frontgevel zijn een topgevel die op de top een gele natuurstenen sluitsteen en aanzetstenen hebben, waarbij bovenop de frontgevel een smeedijzeren kruis geplaatst is. In de sluitsteen van de gevel is een tekst gegraveerd:

A.D.
1955
Ger. Salden - Gertr. Tummers

In de frontgevel bevindt zich de rondboogvormige toegang die wordt afgesloten met een halfhoog smeedijzeren hek. De rondboog is voorzien van gele aanzetstenen en een gele sluitsteen.
Van binnen is de kapel uitgevoerd in gele gladde bakstenen en overdekt door een tongewelf. In de rechterwand, waar overeenkomstig met de linkerwand een venster zou zijn geweest, bevindt zich een nis waarvan de achterwand in diagonaal gemetselde rode bakstenen is uitgevoerd. In de nis hangt een houten kruis met daarop een corpus. Tegen de achterwand is een massief marmeren altaar geplaatst waarop aan de voorzijde een tekst is aangebracht:

Wees
Gegroet
Maria

Op het altaar is een opzet geplaatst waarop aan de voorzijde een tekst aangebracht is:

O.L. Vrouw v.d.
Goede Raad

Op het opzet van het altaar staat een polychroom Mariabeeld, dat Maria toont met op haar rechterarm het kindje Jezus.